# Erasmo Marotta
Erasmo Marotta   (Randazzo, 1565 - Palerm, 6 d'octubre de 1641 (Julià)) fou un jesuïta i compositor italià.
Ingressà en la Companyia de Jesús el 1612, i ocupà diversos càrrecs en la seva Orde, entre ells el de rector del Col·legi de Messina. Posà música a Aminte, pastoral de Tasso.